# Strzałka mała
Strzałka mała (Parasagitta setosa) – gatunek morskiego bezkręgowca z rodzaju strzałek. Ma 7-9 par szczecin szczękowych; od pokrewnej strzałki bałtyckiej różni się mniejszymi rozmiarami, dłuższym ogonem (16-20% długości ciała) oraz rurkowatym (bezkieszonkowym) przewodem pokarmowym. Długość ciała do 1-1,4 cm. Gatunek nerytyczny, w Bałtyku żyje głównie w wodach przypowierzchniowych. Zamieszkuje północno-wschodni Atlantyk oraz Morze Śródziemne. W Morzu Bałtyckim pojawia się okresowo, wraz z jesienno-zimowymi wlewami bardziej słonych wód, często tylko w Basenie Arkońskim - i ginie zwykle w ciągu pół roku.